# Bernicja
Bernicja (staroang. Bernice lub Beornice; łac. Bernicia) – wczesnośredniowieczne państwo anglosaskie, obejmujące część wschodniego wybrzeża Wielkiej Brytanii (na historycznym pograniczu Anglii i Szkocji).

## Dzieje
Nie wiadomo dokładnie kiedy i jak powstało Królestwo Bernicji. Jednak Anglowie, Sasi i inne ludy zaczęły przybywać na Wyspy Brytyjskie w V w. i dokonywały sukcesywnej ekspansji terytoriów należących do Brytów. Prawdopodobnie w V w. na terytorium, gdzie Anglosasi założyli sto lat później Bernicję istniało enigmatyczne królestwo Brytów – Bryneich.
Według źródeł pierwszym historycznym królem Bernicji był od roku 547 Ida (znanych jest jednak dwóch jego przodków nie potwierdzonych źródłowo: dziad Esa i ojciec Eoppa; jest to więc sytuacja podobna do przodków Mieszka I), który rządził do swojej śmierci w 559. Następcami króla Idy byli kolejno jego synowie: Glappa, Adda, Ethelryk, Teodoryk, Frithuwald oraz Hussa (nie jest pewne czy rzeczywiście był synem Idy, czy też może już jego wnukiem) i wnuk Idy – Ethelfrith. Przez znaczną część tego okresu kolejni władcy bronili państwa przed lokalnymi plemionami Brytów, stopniowo powiększając terytorium Bernicji.
Z początkiem VII w. Bernicia wdała się w konflikt z sąsiadującym z nią od południa królestwem Deiry. Początkowo Bernijczycy zwyciężyli i podbili sąsiadów, ale po śmierci Ethelfritha to Deira zapanowała nad Bernicją. Ostatecznie w 634 na tronie obydwu królestw – definitywnie jednocząc je – zasiadł jednak Oswald, wnuk Ethelfritha. Moment objęcia tronu przez Oswalda traktowany jest jako narodziny nowego państwa – królestwa Nortumbrii (według innej wersji datę powstania Nortumbrii przesuwa się na rok 654, czyli moment objęcia tronu Deiry – po zawirowaniach związanych m.in. z wojną przeciwko Mercji – przez Oswiu, brata Oswalda).

## Granice
Zasięg terytorialny Bernicji znany jest tylko w przybliżeniu. Granicę wschodnią wyznaczało wybrzeże Morza Północnego; prawdopodobnie granicą południową była rzeka Tees (na południe od niej rozciągało się już królestwo Deiry); zachodnia granica jest trudna do wyznaczenia, jednakże na pewno zachodnim sąsiadem było jedno z królestw Brytów – Rheged (obecnie południowo-wschodnia Kumbria, w północno-zachodniej Anglii). Z kolei północną granicę na niewielkim odcinku stanowił prawdopodobnie dawny rzymski mur Antoninusa.